# 海南国际会展中心
海南国际会展中心 （英語：Hainan International Convention And Exhibition Center）是一个位于中国海口的展览中心。在此之前，一直是海口会展中心作为该地区主要展览场所。

## 历史
2011年6月28日一期项目建成开馆，位于海南海口秀英区滨海大道258号，由中国建筑设计师李兴钢设计，总建筑面积约13.62万平方米，毗邻海口万豪酒店和海口香格里拉大酒店。二期项目预计2020年5月交付使用。

## 画廊

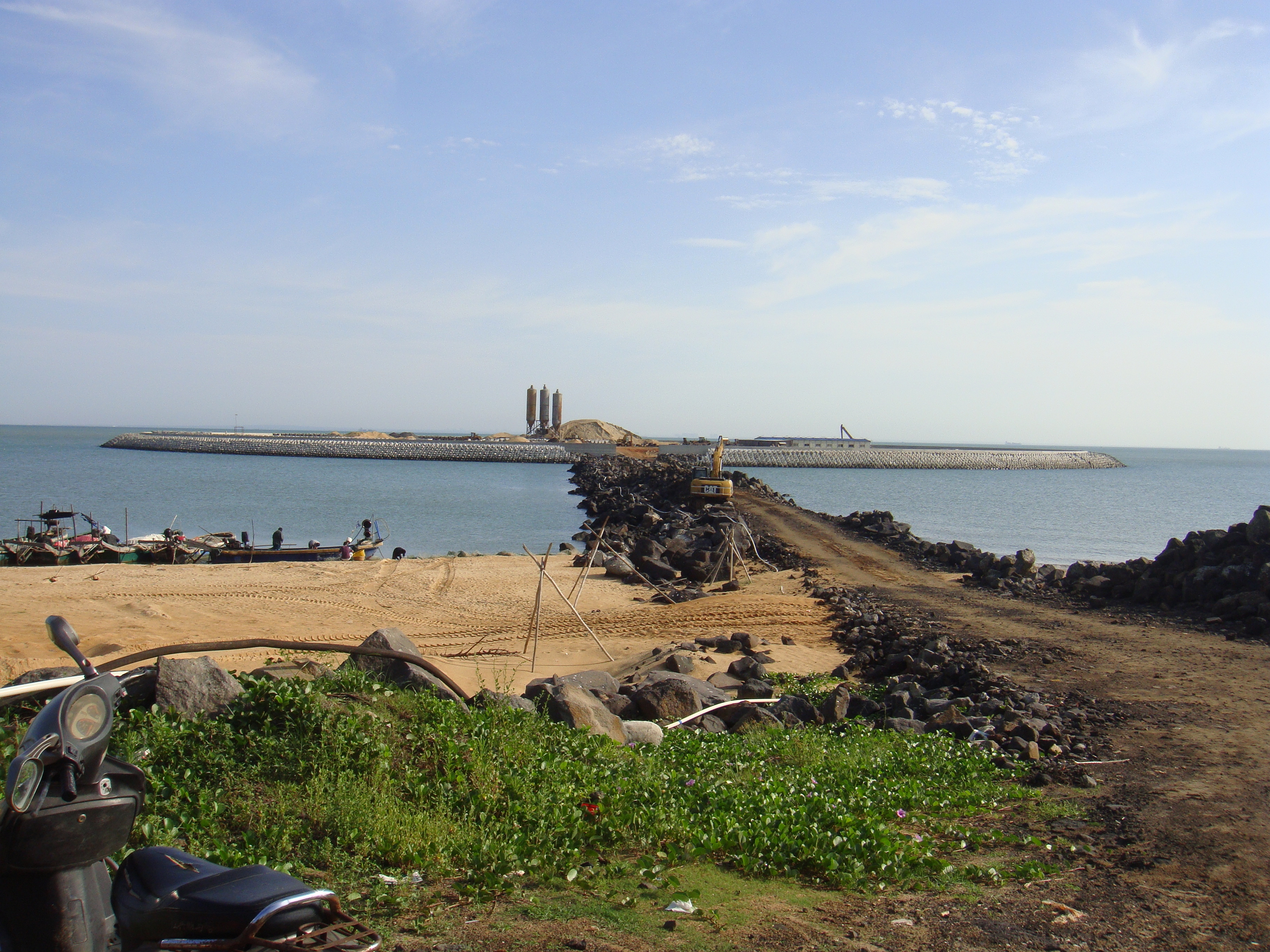
人工岛
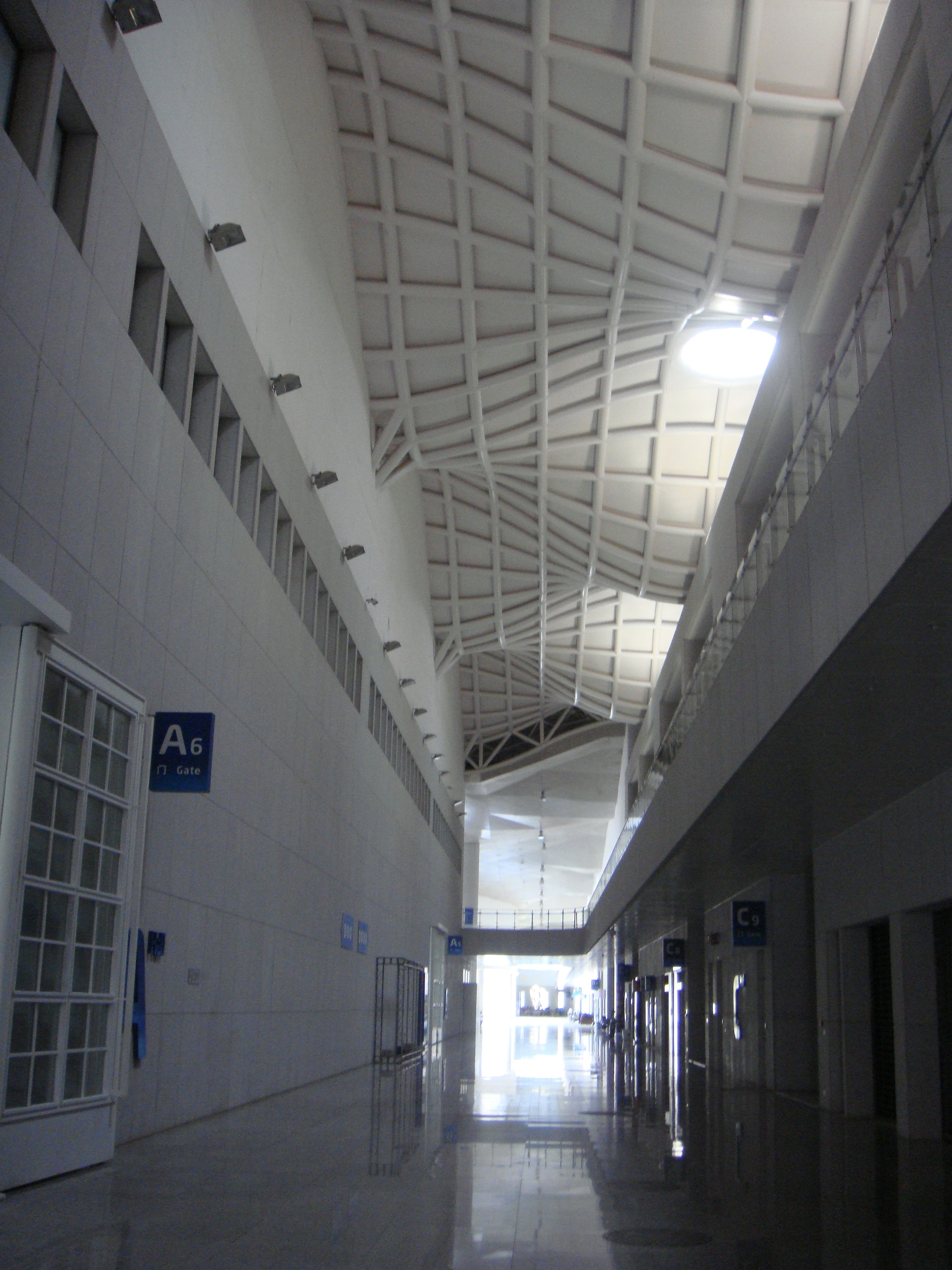
走廊
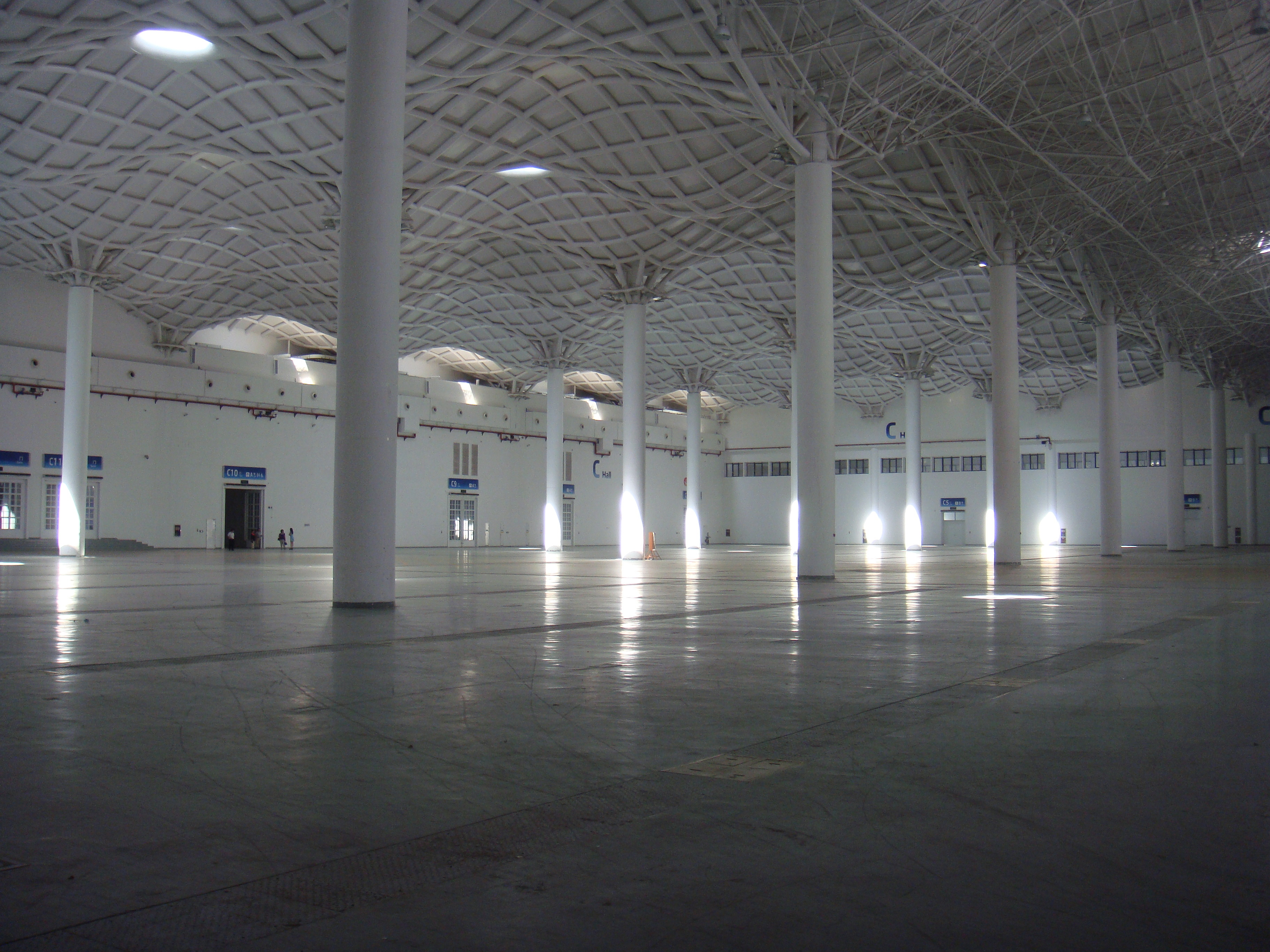
C大厅
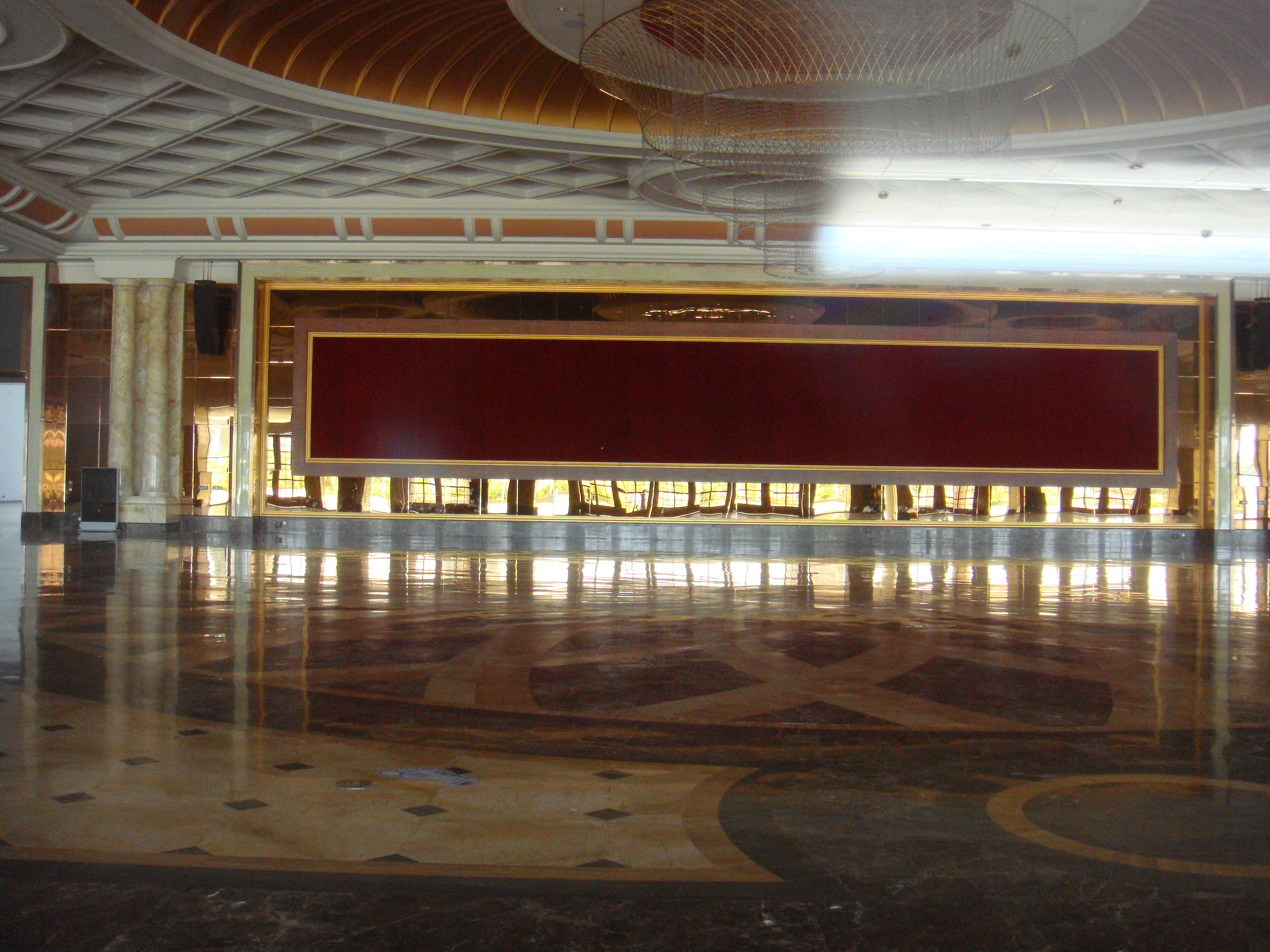
接待处
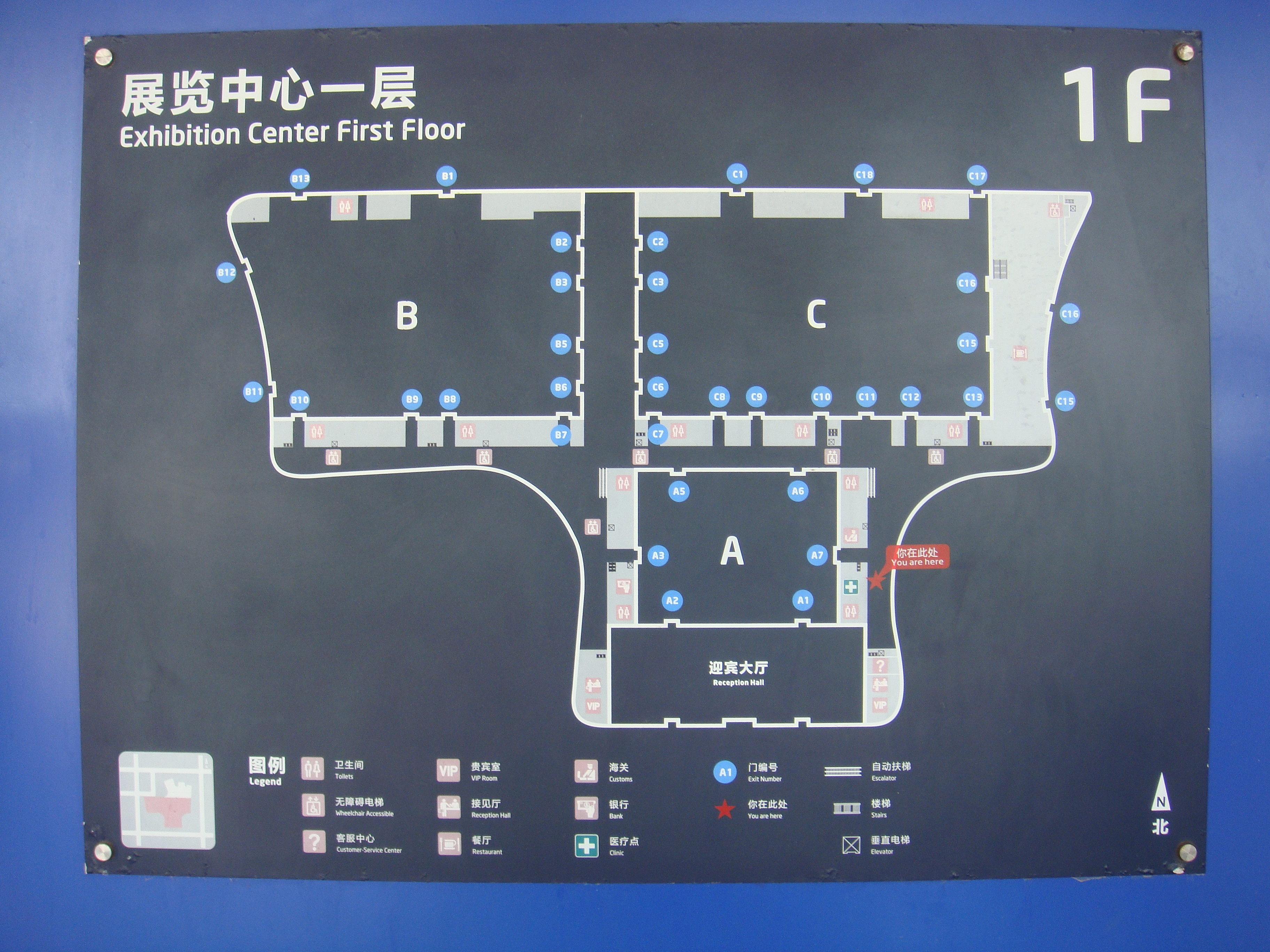
一楼指示图
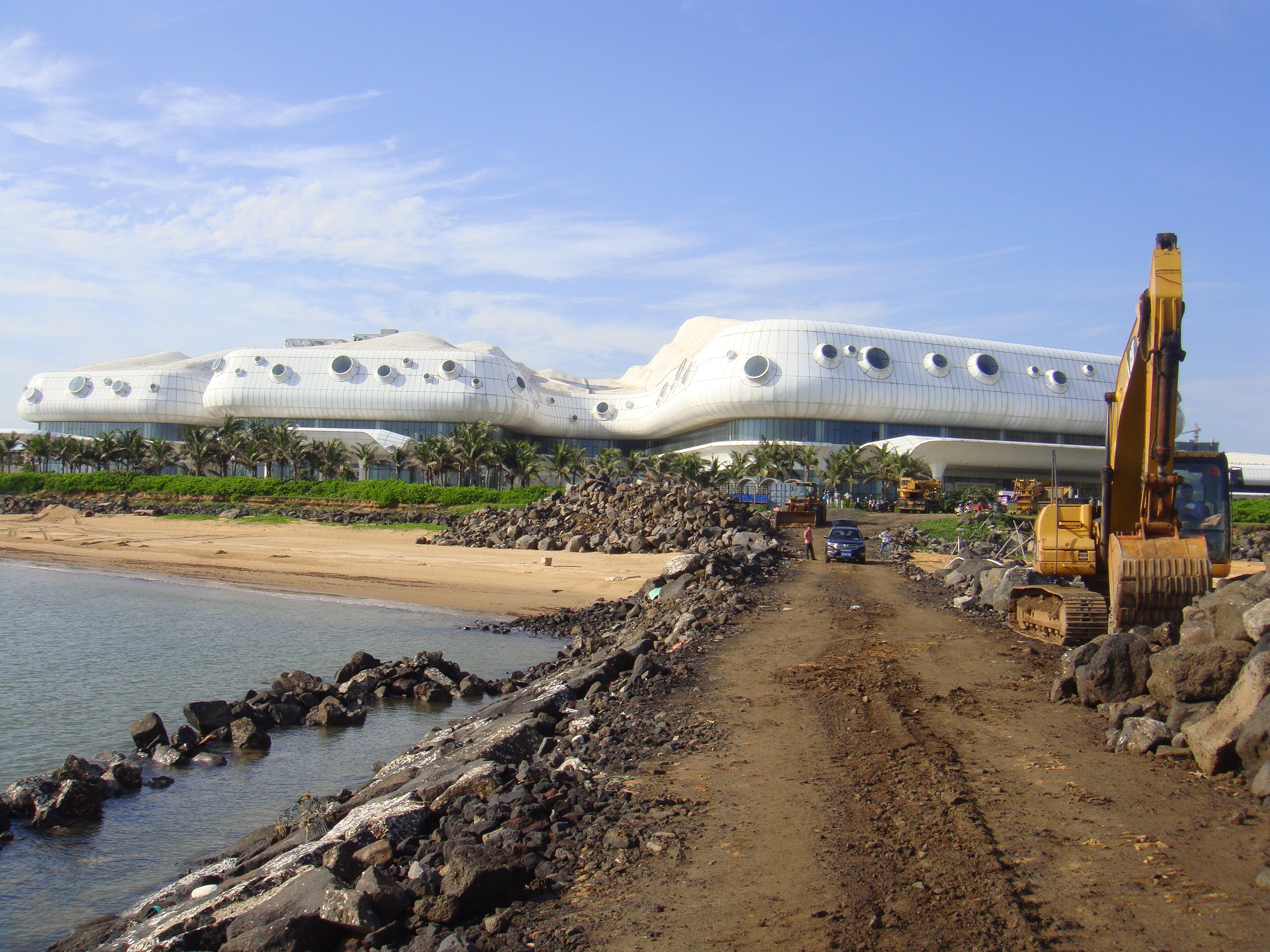
人工岛